# Glaresis ecostata
Glaresis ecostata is een keversoort uit de familie Glaresidae. De wetenschappelijke naam van de soort is voor het eerst geldig gepubliceerd in 1907 door Fall.